# Sammichele 1992
L'Associazione Polisportiva Dilettantistica Sammichele 1992 è una società di calcio a 5 con sede a Sammichele di Bari.

## Storia

### Dal Derby Club alla Polisportiva
Nel 1992 un gruppo di amici fonda il Derby Club Sammichele  iscrivendo la squadra al campionato regionale di Serie C2 di Calcio a 5. Nel 2008, dopo decenni di campionati anonimi, il Derby Club rileva il titolo sportivo de "I Metropolitani" acquisendo il diritto di iscriversi al campionato di Serie C1 2008-09. Durante l'estate avviene il cambio di denominazione in Associazione Sportiva Dilettantistica Sammichele.
Dopo aver sfiorato i play-off al primo anno, la dirigenza decide di assegnare la guida tecnica della prima squadra all'emergente Angelo Mastrocesare, che nella stagione 2009-2010, ottiene un 4º posto (qualificandosi ai play-off) in campionato e vince Coppa Italia regionale e Supercoppa Puglia. L'annata successiva, però, Mastrocesare non viene confermato e la società si affida al tecnico locale Angelo Capozzi che, non soddisfacendo le aspettative, viene esonerato qualche mese dopo l'inizio della stagione per cedere il posto a Fernando Notarnicola.
La squadra casalina conquista il 4º posto qualificandosi ai play-off dove riesce clamorosamente a superare la fase regionale battendo sul neutro di Giovinazzo il Futsal Ruvo ma cade contro il Sala Consilina nella fase nazionale. Nonostante l'eliminazione sul campo, nell'estate 2011 il Sammichele, divenuto nel frattempo Polisportiva Sammichele con l'innesto di nuovi dirigenti, viene ripescato in Serie B.

### Serie B
Per la stagione 2011-2012, la Polisportiva punta su Leonardo Lupone. Al termine di un girone d'andata negativo, il tecnico viene esonerato e sostituito da Francesco Chiaffarato che rivoluziona il roster; la squadra viaggia ad alti ritmi per tutto il girone di ritorno, centrando la salvezza.
Separatasi da Chiaffarato, la dirigenza biancoceleste affida la squadra a Cataldo Guarino. Il Sammichele guidato dal tecnico tarantino arriva al settimo posto nella stagione 2012-2013 e, l'anno successivo, con una squadra composta da molti esordienti, si qualifica per i play-off arrivando 5º in campionato, però perdendoli al 1º turno in casa contro il Villafranca per 8-2.
In vista della Serie B 2014-2015, la Polisportiva, sempre allenata da Guarino, effettua una campagna acquisti importante con i vari Adriano Mide, Joan Gonzalez, Miguel Matos che raggiungono Zerbini, Tasso e Loschiavone. Al termine di una stagione combattuta, i casalini terminano il proprio girone appaiati al primo posto con il Cisternino, conquistando la promozione in Serie A2 in virtù della migliore differenza reti.

### Il quinquennio in A2
Al debutto in Serie A2 i biancocelesti decidono di confermare Guarino al suo 4º anno alla guida della Polisportiva, e iniziano ad agire sul mercato, privandosi di Miguel Matos, ma assicurandosi le prestazioni dei vari Ferdinelli (dal Mola), Grasso (dall'Argentina), Ruizinho, il portiere polacco Pstrusiński, lo spagnolo Cano, Curri e Detomaso.
Dopo un avvio di stagione esaltante (3 vittorie consecutive), i pugliesi, complici le squalifiche e gli infortuni, collezionano solo un punto nelle successive 8 gare chiudendo il girone di andata a 10 punti e in piena zona rossa. A gennaio il Sammichele cede diversi giocatori e acquista solamente l'argentino-statunitense Lucho González e il brasiliano Maykon Zara (già a Sammichele nel 2012). Dopo la sonora sconfitta per 7-0 col Matera, la squadra centra una serie di risultati positivi che tuttavia, a causa della penalizzazione di 6 punti, non servono a raggiungere la salvezza diretta. La 10ª posizione finale obbliga il Sammichele ai play-out da giocare contro il Catanzaro Calcio a 5 Stefano Gallo 79. Il Sammichele pareggia 2-2 in casa dei calabresi ma vince nettamente 8-2 nella partita di ritorno guadagnandosi la salvezza.
Per la stagione 2016-2017 la dirigenza conferma Guarino ma rivoluziona l'organico della squadra privandosi di alcuni elementi tra cui il capitano Zerbini che lascia la piazza barese dopo 5 anni. Confermati Grasso, Curri, Cano, Loschiavone e Lucho Gonzalez, arrivano Beto Puhl, Caio Junior, Toma, Gonza Pires e Vallarelli tra i pali compresi i giovani del vivaio Balena, Corriero e Paolo Loschiavone.
I biancocelesti convincono poco e concludono il girone di andata in zona play-out. Durante il mercato di riparazione il Sammichele fa a meno di Puhl e prende i fratelli argentini Lucas e Santiago Francini, il primo che conta molteplici esperienze in squadre di Serie A. Gli innesti si rivelano decisivi, i pugliesi disputano a una media da promozione il girone di ritorno, concludendolo con 23 punti, 7 vittorie, 2 pareggi e 3 sconfitte.
Nell'estate successiva, verso la 3ª stagione consecutiva della Polisportiva Sammichele in A2, s'interrompe il rapporto con l'allenatore Cataldo Guarino che lascia Sammichele dopo cinque stagioni. Al suo posto viene ingaggiato l'ex allenatore della Salinis Domenico Lodispoto e viene nuovamente rivoluzionata la rosa; gli unici confermati sono Caio Junior, Lucas Francini e Antonio Toma. Arrivano il siciliano Trovato, il pivot Milucci, il centrale argentino Crocco, Carlo Angiulli e il portiere Francesco Bartilotti.
La squadra di Lodispoto esprime bel gioco e i risultati arrivano tanto che, alla vigilia della penultima gara del girone di andata, il Sammichele è terzo in piena zona play-off. Con la certezza di non retrocedere visto l'improvviso ritiro dell'Isernia a due giorni dall'inizio del campionato, nella seconda metà del campionato la società decide di valorizzare i propri giovani: a dicembre sono confermati solamente Toma, Angiulli, Crocco e Bartilotti e viene preso l'argentino Ramirez per lasciare spazio ai giovani.
A febbraio avviene la rescissione consensuale del contratto di mister Lodispoto e la guida tecnica viene affidata all'allenatore della Juniores Domenico Vestito fino al termine del campionato 2017-2018.
Nel luglio 2018, dopo l'ufficializzazione dell'iscrizione per il quarto anno di seguito al campionato di Serie A2, la società piazza il ritorno di mister Guarino, tornato dopo la breve parentesi Cassano e allestisce una squadra piena di sconosciuti e giovani scommesse tra cui 3 Spagnoli (Davila, Herreros e Sanchez Garcia), l'esperto Binetti e l'ex Vallarelli tra i pali. Partita la stagione con molti punti interrogativi, Davila e soci esprimono un gran bel futsal conseguendo una serie di risultati a sorpresa che porteranno i Sammichelini al 5º posto al termine del girone d'andata per non contare l'impresa in Coppa della Divisione dove, dopo aver battuto Cassano e Volare Polignano, i biancocelesti hanno clamorosamente surclassato il Civitella, squadra militante nella massima serie, negli ottavi di finale venendo poi però sconfitti dal Lido di Ostia nella fase successiva sfiorando quindi il sogno Final Four.
Dopo un discreto girone di ritorno, il Sammichele termina la stagione piazzandosi in settima piazza registrando il miglior piazzamento della propria storia in A2. Il 17 giugno 2019 Guarino comunica di aver chiuso i rapporti con la società biancoceleste.
Dopo una turbolenta estate, i sammichelini riescono a iscriversi per il quinto anno consecutivo alla serie A2 ufficializzando Giuseppe Lippolis come nuovo allenatore e piazzando una serie di acquisti in poco tempo. Al termine di un girone di andata negativo in cui i biancocelesti totalizzano soli 6 punti, la società decide di affidare la guida tecnica a Francesco Masi. Con l'avvento del Covid-19, a Maggio 2020 la Divisione Calcio a 5 decide di congelare i campionati al periodo pre-pandemico: i biancocelesti retrocedono per la prima volta nella loro storia di categoria.

### Un nuovo ciclo
In vista della stagione 2020/21, la società decide di ripartire da mister Masi. Vengono confermati Robson Fernandes Filho, Estevao Gheno, Loschiavone e Pisanti, tornano ad indossare la maglia sammichelina i vari Tasso, Valentini, Balena, Toma e Zerbini. Dalla Spagna arriva Manel Perez Perez. La squadra, nonostante le alte aspettative della vigilia, non riesce a rendere quanto ci si aspettava salvandosi all'ultima giornata di un campionato incerto.
L'estate 2021 vede il cambio della guida tecnica: Saverio Mascolo è il nuovo allenatore del Sammichele. La dirigenza conferma il blocco di italiani della stagione precedente per poi ultimare il colpo Pablo Gonzalez, Demola dal Capurso (A2), il bis argentino composto da  Lucho Grasso, fratello di Carucha, e Joaquin Goldman. Il tutto condito dall'arrivo dello spagnolo Aleix Ripol.
I biancocelesti, nonostante le aspettative della vigilia, non riescono ad ingranare complice l'inesperienza di molti atleti alla prima in Italia ed un rendimento altalenante che non garantisce l'obiettivo playoff. Mascolo e i suoi termineranno la stagione conquistando il 7ºposto.

#### Il ritorno in serie A2
L'estate 2022 vede un ridimensionamento del progetto con la società che, in vista della riforma, riduce il budget per la costruzione della prima squadra ed affida la panchina a Francesco Mallardi, sammichelino doc che arriva da una lunga gavetta da allenatore nelle giovanili alla sua prima esperienza nel nazionale. Il Sammichele conferma Gonzalez, Demola ed il tris sammichelino composto da capitan Tasso, Loschiavone e Giovinazzi, per poi rinforzare la squadra con il grande ritorno di Miguel Leòn Davila e l'arrivo di atleti promettenti ma semisconosciuti: su tutti Andrea Telesca dal Potenza e Marco Nitti da Capurso.
La squadra, partita con il semplice obiettivo di salvarsi, ingrana una serie di risultati utili consecutivi sin da subito rivelandosi la vera e propria mina vagante del girone G. Il cammino è esaltante anche in Coppa della Divisione dove i pugliesi si fermeranno soli agli ottavi di finale in una storica gara contro la Feldi Eboli, campioni d'Italia in carica e freschi dell'avventura europea della settimana precedente. In campionato Gonzalez e soci chiudono un girone d'andata perfetto fregiandosi del titolo di campioni d'inverno.
I mesi successivi vedono i casalini qualificarsi alla Final Eight di Coppa Italia, dove usciranno ai rigori del quarto di finale contro il Lamezia, ed ottenere la matematica promozione in serie A2 Sabato 15 Aprile in occasione della gara vinta 7-3 contro il Bernalda. 

#### Il biennio in A2 e la retrocessione
In vista della serie A2 2023-2024, la società conferma mister Francesco Mallardi alla guida tecnica e provvede a rinforzare l'organico: arrivano Nicola Primavera, reduce dall'esperienza col Bulldog Capurso promosso in A2 Elite, i fratelli Samuel e Claudio Console, Nicolas Petragallo dal Pirossigeno Cosenza e Angelo Di Vagno tra i pali. I biancocelesti disputano un campionato di livello orbitando nelle zone nobili della classifica per gran parte della stagione. Al termine della regular season il Sammichele si piazza 7° a poche lunghezze dai playoff.

## Statistiche
Si riportano di seguito le partecipazioni ai campionati della società a partire dalla stagione 2003-2004.
| Livello | Categoria | Partecipazioni | Debutto   | Ultima stagione | Totale |
| ------- | --------- | -------------- | --------- | --------------- | ------ |
| 2º      | Serie A2  | 7              | 2015-2016 | 2024-2025       | 7      |
| 3º      | Serie B   | 7              | 2011-2012 | 2022-2023       | 7      |
| 4º      | Serie C   | 11             | 1992-1993 | 2002-2003       | 14     |
| 4º      | Serie C1  | 3              | 2008-2009 | 2010-2011       | 14     |
| 5º      | Serie C2  | 5              | 2003-2004 | 2007-2008       | 5      |

## Strutture
Per quasi un ventennio, la squadra ha giocato presso i campetti comunali di Viale della Repubblica. Nel 2010 è avvenuto il trasloco presso il palazzetto dello Sport "Giuseppe Lagravinese" di Sammichele di Bari.

## Allenatori
- 1992-1993 ·  Angelo Liuzzi
- 1993-1994 ·  Enzo Porzia
- 1994-1996 ·  Angelo Mastrocesare
- 1996-2003 · ?
- 2003-2004 ·  Angelo Capozzi
- 2004-2005 ·  Fernando Notarnicola
- 2005-2006 ·  Prospero Giordano
- 2006-2007 ·  Franco Palazzo, Agostino Spinelli
- 2007-2008 ·  Piero Sciannamblo
- 2008-2009 ·  Francesco Straziota
- 2009-2010 ·  Angelo Mastrocesare
- 2010-2011 ·  Angelo Capozzi,  Fernando Notarnicola
- 2011-2012 ·  Leonardo Lupone,  Francesco Chiaffarato
- 2012-2017 ·  Cataldo Guarino
- 2017-2018 ·  Domenico Lodispoto,  Domenico Vestito
- 2018-2019 ·  Cataldo Guarino
- 2019-2020 ·  Giuseppe Lippolis, Francesco Masi
- 2020-2021 ·  Francesco Masi
- 2021-2022 ·  Saverio Mascolo
- 2022- ·  Francesco Mallardi

## Presidenti
- 1992-1993 ·  Giuseppe Spinelli
- 1993-2001 · ?
- 2002-2006 ·  Agostino Spinelli
- 2006-2007 ·  Giacomo Cristiantello
- 2007-2010 ·  Domenico Spinelli
- 2010 ·  Giuseppe Spinelli
- 2010-2016 ·  Filippo Colapinto
- 2016-2018 ·  Nicola Milillo
- 2018-·  Agostino Vito Antonio Spinelli

## Società

### Organigramma societario
- Agostino Vito Antonio Spinelli - Presidente
- Luigi Dionisio - Tesoriere
- Ernesto Pisanti - Responsabile del settore giovanile
- Cesare Spinelli - Responsabile Comunicazione
- Rocco Pastore - Segretario
- Alessandro Spinelli - Consigliere
- Giacomo Lippolis - Team Manager
- Vito Savino - Dirigente
- Cosimo De Santis - Dirigente
- Lorenzo Spinelli - Dirigente
- Stefano Maggipinto- Dirigente
- Vito Savino - Dirigente
- Francesco Mele - Dirigente
- Antonio Meo - Dirigente
- Gianvito Bidoli - Dirigente

### Staff tecnico
- Francesco Mallardi - Allenatore
- Antonio Mirizzi - (Allenatore in 2°)
- Nicola Armenise - (Psicologo)
- Nicola Savino - (Preparatore atletico)
- Gianvito Marinelli - (Fisioterapista)
- Luciano Bianco- Allenatore (Under 15)
- Agostino Spinelli - Allenatore (Under 21)
- Antonio Mirizzi - Allenatore (Under 19)
- Ernesto Pisanti - Allenatore (Under 17)
- Adriano Pisanti - Allenatore in 2°(Under 17)
- Agostino Spinelli - Allenatore (U15 Femminile/Esordienti/Piccoli Amici)
- Francesco Pio Chimenti - Allenatore (Pulcini)

## Settore giovanile
Il settore giovanile della Polisportiva Sammichele comprende le formazioni
```
Under 19
Under 17
Under 15
Under 15 (Femminile)
Esordienti
Pulcini 
Piccoli amici.
```

## Palmarès

### Competizioni nazionali
- Campionato di Serie B: 1
  - 2014-15 (girone F)

### Competizioni regionali
- 1 Coppa Italia Regionale (2009-10)
- 1 Supercoppa Puglia (2009-10)
- 1 Coppa Disciplina di Serie C1 (2010-11)
- 1 Play Off Regionale di C1 (2010-11)

### Competizioni giovanili
- 1 Campionato Regionale Juniores (2017-18)
- 1 Coppa Disciplina Regionale Juniores (2007-08)
- 1 Campionato Provinciale Allievi (2010-11)
- 1 Campionato Regionale Giovanissimi - Girone B (2016-17)
- 1 Coppa Disciplina Regionale Giovanissimi (2012-13)
- 1 Coppa Disciplina Provinciale Giovanissimi (2007-08)